# Rafael Uiterloo
Rafael Uiterloo (* 7. Dezember 1990) ist ein niederländischer Fußballspieler. Der Stürmer spielt seit Februar 2018 für Atlantic City FC in den Vereinigten Staaten.

## Karriere

### Verein
Uiterloo wurde in der Fußballschule von Ajax Amsterdam ausgebildet, ehe er in die Jugendabteilung des FC Utrecht wechselte. Beim Eröffnungsspiel des FCU in der Saison 2008/09 gab der Angreifer bei der 1:5-Niederlage gegen die PSV Eindhoven sein Debüt in der Eredivisie. Damals stellte ihn Trainer Wim van Hanegem überraschenderweise in der Startelf auf. Dabei gelang ihm in der 90. Minute sein erster Profitreffer für die Utrechter. Bereits im Folgespiel war er wieder im Einsatz, musste aber anschließend bis zum 16. Spieltag auf einen erneuten Einsatz warten. Bis zum Saisonende kam Uiterloo auf sieben weitere Einsätze für die Rot-Weißen. Sein Vertrag lief bis 2011. Für die Saison 2009/10 entschieden die FCU-Verantwortlichen, den Mittelstürmer ab Juni 2009 an den Eerste-Divisie-Vertreter FC Omniworld auszuleihen. Da er aufgrund von Meniskusproblemen jedoch bis Saisonanfang nicht spielfähig war, stornierten die Almerer den Vertrag und schickten Uiterloo Ende Juli zum FC Utrecht zurück.
Im Sommer 2011 wurde sein Vertrag in Utrecht nicht verlängert. Er war zwei Jahre ohne Klub, ehe er beim FC Lienden anheuerte. Dort spielte er in der vierten niederländischen Liga, der Topklasse. Nach 26 Toren in 51 Spielen verpflichtete ihn der Zweitligist Telstar. Im Sommer 2016 schloss er sich Ligakonkurrent FC Eindhoven an. Im Herbst 2017 war Uiterloo einige Monate ohne Verein, ehe ihn De Treffers aus der dritten niederländischen Liga, der Tweede Divisie, verpflichtete. Seit Februar 2018 spielt er für Atlantic City FC in den USA.